# Lembosia humboldtiicola
Lembosia humboldtiicola är en svampart som beskrevs av Hosag., Sabeena & Jac. Thomas 2008. Lembosia humboldtiicola ingår i släktet Lembosia och familjen Asterinaceae.   Inga underarter finns listade i Catalogue of Life.